# Brouwerij Vondel

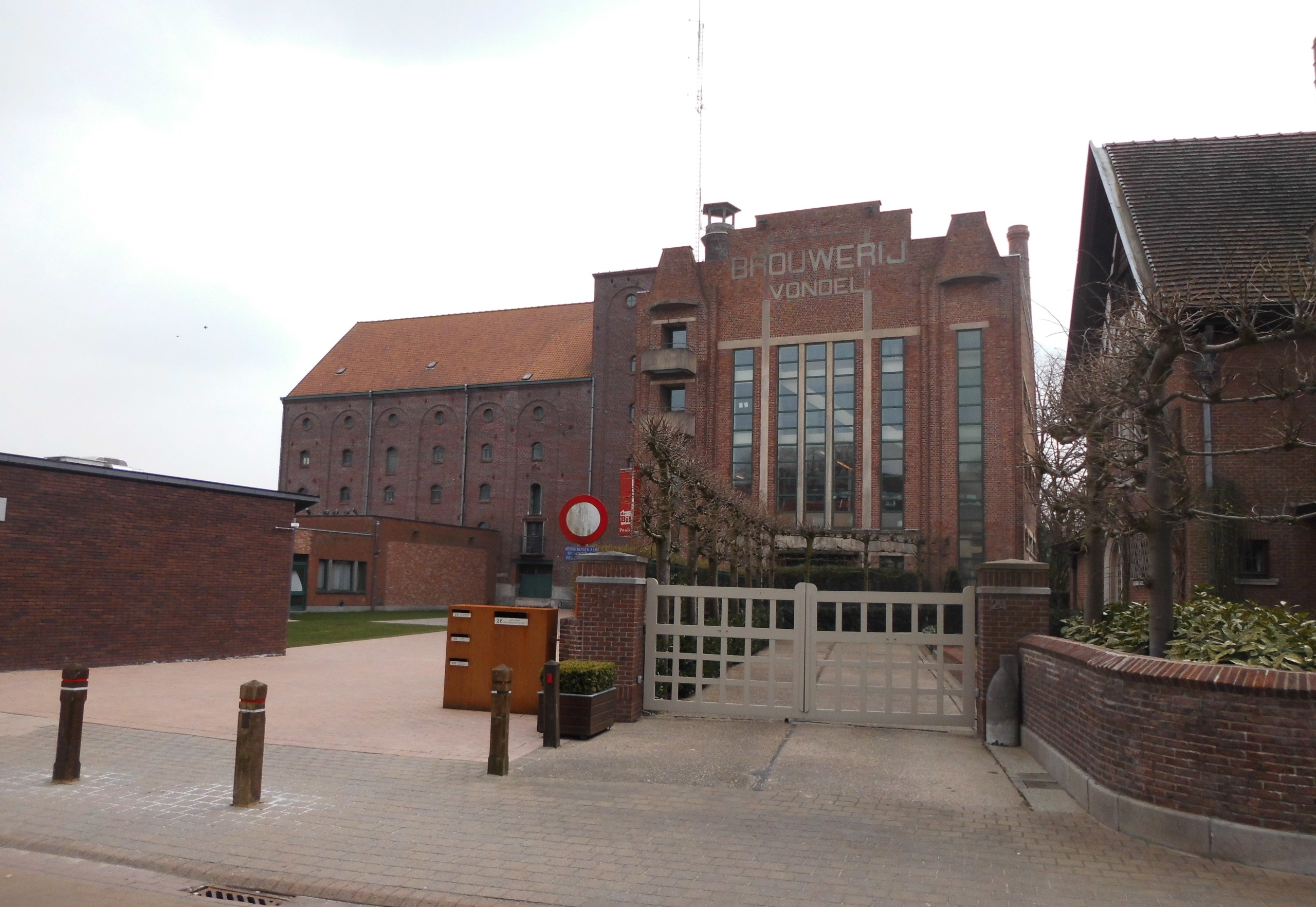
Voormalige brouwerij Vondel

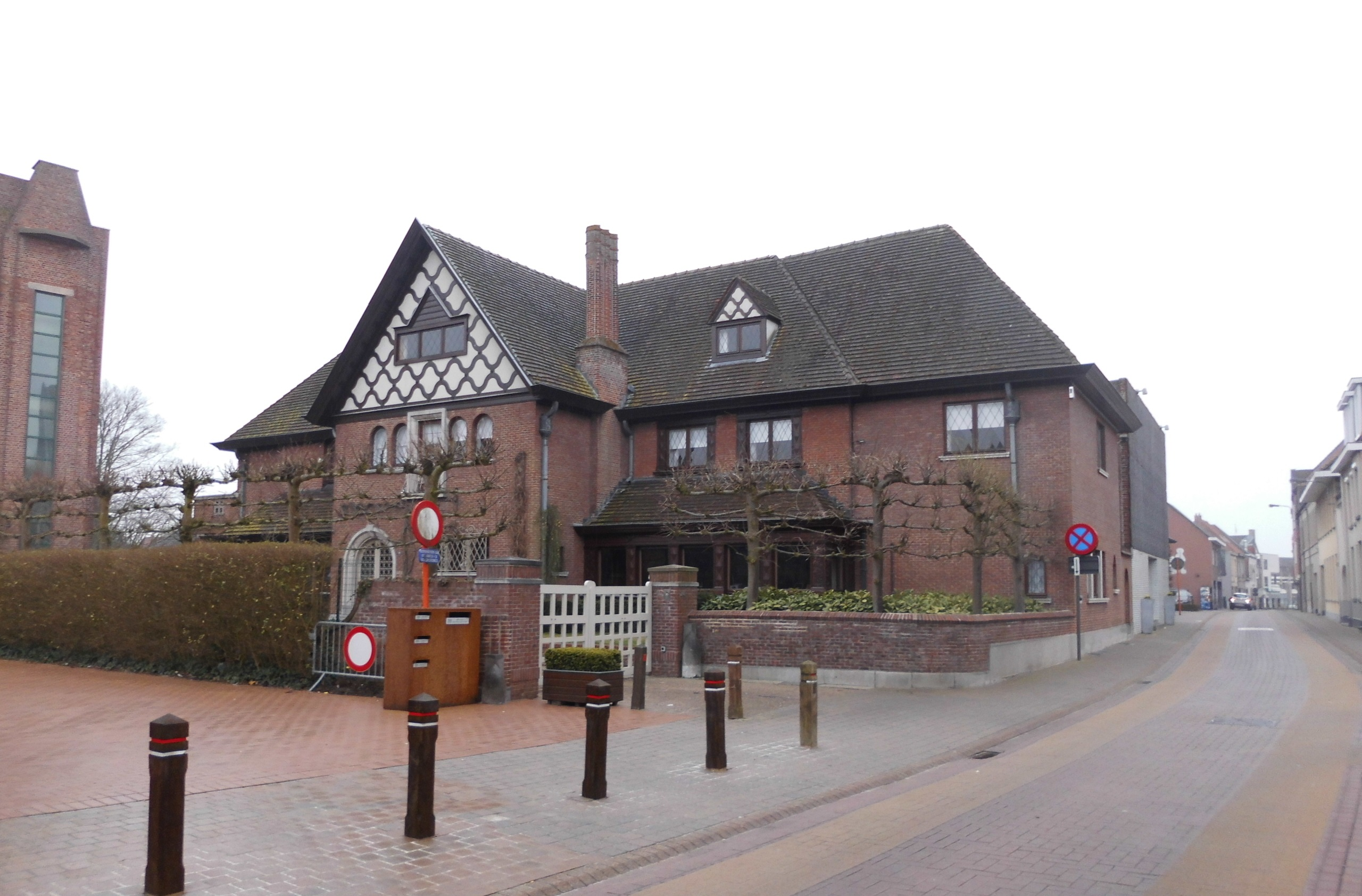
Directeurswoning bij de brouwerij

Brouwerij Vondel is een voormalige Belgische brouwerij in het West-Vlaamse Meulebeke.

## Historiek
De brouwerij bestond al in de eerste helft van de negentiende eeuw. In 1901 kocht borstelfabrikant Camiel Vande Vondele het pand en breidde het uit. Hij vestigde er eerst een borstelfabriek, maar ging al snel over op bierbrouwen. In 1922 werd Brouwerij Vondel als vennootschap opgericht. De naam verwijst zowel naar de oprichter, als naar de Nederlandse dichter Joost van den Vondel, wiens kop op alle publiciteit prijkt. Na het overlijden van Vande Vondele in 1929 kwam de meerderheid van de aandelen in handen van de familie Laurens.
De brouwerij werd in de jaren dertig afgebroken en vervangen door een nieuw gebouw in art-deco-stijl.
In de brouwerij werd Vondel gebrouwen, een Vlaams roodbruin bier uit dezelfde familie als Rodenbach van de gelijknamige brouwerij uit Roeselare. Daarnaast was er ook Lucifer, destijds een amberkleurig bier, genoemd naar het bekende werk van Vondel. Op het hoogtepunt van de brouwerij, rond 1950, werden er 35 arbeiders tewerkgesteld.
Bij de leiding van de brouwerij bestond een grote aversie tegen de concurrent Rodenbach. Brouwerij Artois kocht in 1957 de aandelen, en verkocht ze onmiddellijk door aan Rodenbach, die in ruil voortaan ook Stella verdeelde. Rodenbach stelde onmiddellijk een nieuwe beheerraad aan.
Nog tot begin jaren zeventig werd er hier gebrouwen. De merken Vondel en Lucifer werden doorverkocht aan Brouwerij Riva uit Dentergem.

## Nieuwe bestemming
De gemeente Meulebeke kocht in 1976 de leegstaande gebouwen aan. In 1989 werd er het Ontmoetingscentrum Vondel geopend. In de vroegere ketelruimtes werd in 1999 de bibliotheek ingericht. Andere ruimtes dienen voor jeugdverenigingen en buitenschoolse kinderopvang.